# Australische Cricket-Nationalmannschaft in Sri Lanka in der Saison 1999
Die Tour der australischen Cricket-Nationalmannschaft nach Sri Lanka in der Saison 1999 fand vom 9. September bis zum 4. Oktober 1999 statt. Die internationale Cricket-Tour war Bestandteil der Internationalen Cricket-Saison 1999 und umfasste drei Tests. Sri Lanka gewann die Test-Serie 1–0.

## Vorgeschichte
Beide Mannschaften spielten zuvor zusammen mit Indien ein Drei-Nationen-Turnier in Sri Lanka.
Das letzte Aufeinandertreffen der beiden Mannschaften bei einer Tour fand in der Saison 1995/96 in Australien statt.

## Stadien
Die folgenden Stadien wurden für die Tour als Austragungsort vorgesehen.
| Stadion                            | Stadt   | Kapazität | Spiele  |
| ---------------------------------- | ------- | --------- | ------- |
| Sinhalese Sports Club Ground (SSC) | Colombo | 10.000    | 3. Test |
| Galle International Stadium        | Galle   | 35.000    | 2. Test |
| Asgiriya Stadium                   | Kandy   | 10.300    | 1. Test |

## Kaderlisten
Die Mannschaften benannten die folgenden Kader.
| Test | Test |
| Sri Lanka | Australien |
| --- | --- |
| - Russel Arnold - Marvan Atapattu - Upul Chandana - Aravinda de Silva - Rangana Herath - Sanath Jayasuriya - Mahela Jaywardene - Romesh Kaluwitharana - Muttiah Muralitharan - Arjuna Ranatunga - Chaminda Vaas - Nuwan Zoysa | - Greg Blewett - Damien Fleming - Jason Gillespie - Ian Healy - Justin Langer - Glenn McGrath - Colin Miller - Ricky Ponting - Michael Slater - Shane Warne - Mark Waugh - Steve Waugh |

## Tour Matches
| 3. – 6. September Scorecard | Colombo (PSS) | SL Board XI 228 (79.3) & 271 (80.1) | – | Australians 179 (57.5) & 321-6 (101) |
|                             |               | Australien gewinnt mit 4 Wickets    |   |                                      |

| 17. – 19. September Scorecard | Colombo (CCC) | Australians 226 & 296-5d         | – | SL Board XI 185 & 90 (25.3) |
|                               |               | Australians gewinnt mit 247 Runs |   |                             |

## Tests

### Erster Test in Kandy
| 9. – 11. September Scorecard | Kandy | Australien 188 (67.1) & 140 (60.2) | – | Sri Lanka 234 (66.3) & 95-4 (26.5) |
|                              |       | Sri Lanka gewinnt mit 6 Wickets    |   |                                    |

Bei einer Kollision der Australier Jason Gillespie und Steve Waugh am zweiten Tag kam es zu Knochenbrüchen bei beiden Spielern, die anschließend ins Krankenhaus gebracht werden mussten.

### Zweiter Test in Galle
| 22. – 26. September Scorecard | Galle | Sri Lanka 296 (106.5) & 50-0 (17.2) | – | Australien 228 (96.3) |
|                               |       | Remis                               |   |                       |

### Dritter Test in Colombo
| 30. September – 4. Oktober Scorecard | Colombo (SSC) | Australien 342 (136.4) | – | Sri Lanka 61-4 (21.5) |
|                                      |               | Remis                  |   |                       |